# Jean Pierre Goullet de Latour
Pour les autres membres de la famille, voir famille Goullet de Rugy.
Pour les articles homonymes, voir Goullet et Latour.
Jean Pierre Goullet de Latour (1730-1809) est un général d'artillerie français qui a participé à la Guerre d'indépendance des États-Unis.

## Biographie
Fils de Pierre-Philippe Goullet, seigneur de Rugy, et de Marie-Madeleine Le Coq, et frère de Jean Melchior Goullet de Rugy, Jean Pierre Goullet naît le 10 juin 1730 à Metz dans les Trois-Évêchés. Il fait une brillante carrière dans les armées du roi et est décoré de l'ordre royal et militaire de Saint-Louis. 
Avec son régiment, le régiment d'Auxonne, il participe à la Guerre d'indépendance des États-Unis au sein de l'armée expéditionnaire française du général Rochambeau avec le grade de lieutenant-colonel. Commandant en second de l'artillerie de cette armée sous les ordres du colonel François Marie d'Aboville,  il sert notamment lors du siège de Yorktown, Promu colonel à son retour en France en 1782, Jean Pierre Goullet de la Tour épouse Françoise Charlotte Picard d'Eische et reçoit en 1784 l'ordre de Cincinnatus. 
En 1785, le colonel Goullet de La Tour est nommé directeur d'artillerie au Havre puis promu maréchal de camp en 1791. Il meurt à Metz en 1809.

## Sources
- Émile Auguste Bégin : Biographie de la Moselle: Histoire par ordre alphabétique de toutes les personnes nées dans ce département, Tome 3, Metz, 1829.